# 엔필드 조병창
왕립소화기공장(영어: Royal Small Arms Factory; RSAF)은 1804년에 설립된 국영 소총 공장을 기원으로 하는 기업이다. 런던 엔필드 구에 위치해 있기에 흔히 엔필드 조병창(Enfield armory)이라고도 한다.

## 역사
공장은 군수위원회의 결정으로 나폴레옹 전쟁이 끝날 무렵에 엔필드 록에서 건설되어 엔필드라고도 불린다. 토지는 1812년에 매입되었고, 공장은 1816년 완공되었다. 공장 설립 이후 영국군 소총과 기타 소총을 다수 생산했다.
1984년에 로열 오드넌스 팩토리즈(Royal Ordnance Factories)과 함께 민영화된 후 로얄 오드넌스의 한 부분이 되었고, 그 로얄 오드넌스도 브리티시 에어로스페이스(BAe)에 인수되었다. 그러나 브리티시 항공 우주 복합기업의 트라팔가 하우스와 합작 사업을 했다. 1988년에 로얄 스몰 암즈 공장은 폐쇄되었고, 극히 일부 공장을 남겨두고 부지에는 주택이 건설되었다.

## 생산 제품

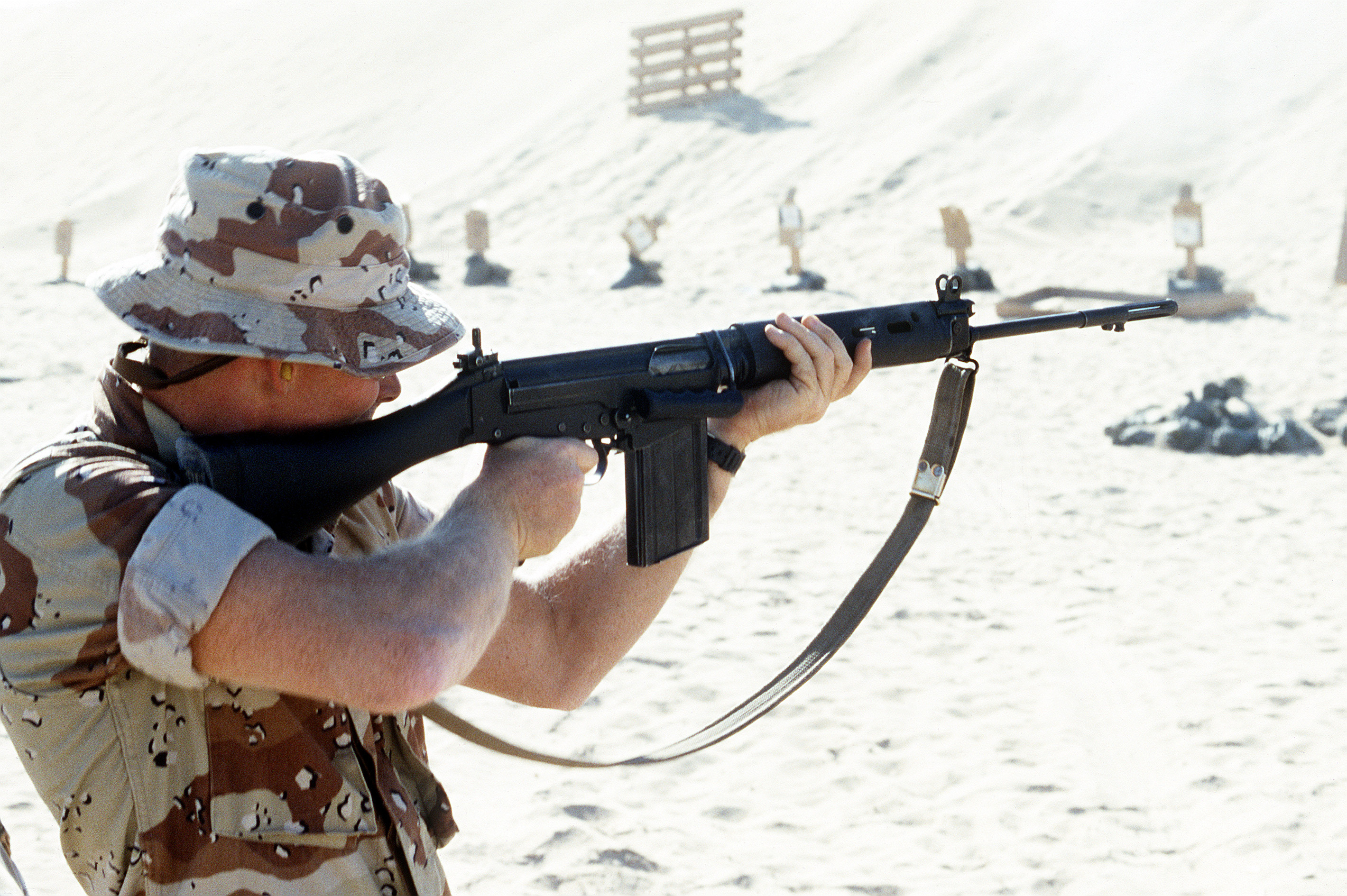
L1A1 총을 쏘는 미국 해병

- 1853년형 엔필드 강선머스킷 (Enfield Rifled Musket)
- 마르티니 헨리 총 (Martini-Henry)
- 리 멧퍼드 (Lee-Metford)
- 리 엔필드 (Lee-Enfield)
- 브렌 경기관총 (Bren light machine gun)
- 엔필드 리볼버 (Enfield Revolver)
- 스텐 건(Sten gun)
- 폴스텐 20 mm 기관포 (Polsten)
- 타덴 건 (Taden gun)
- EM-2 소총 (EM-2 rifle)
- SA-80 (Small Arms 1980)
- L7 다목적 기관총 ( FN MAG 라이센스 생산)
- 보이스 대전차총(Rifle, Anti-tank, .55in, Boys)
- 아웬 37 연발식 유탄발사기(ARWEN 37)

## 참고 도서
- Cherry, Bridget  and  Pevsner, Nikolaus. Buildings of England: London 4: North. Pp 452–3 & 45. ISBN 0-14-071049-3.
- Hay, Ian (Maj.Gen. John Hay Beith, CBE, MC) (1949). R.O.F. The Story of the Royal Ordnance Factories, 1939-1948. London: His Majesty's Stationery Office.
- Putman, T. and Weinbren, D. (1992). A Short History of the Royal Small Arms Factory, Enfield, Centre for Applied Historical Studies, Middlesex University.